# Keren
Keren er en by i det centrale Eritrea, der med et indbyggertal (pr. 2005) på cirka 86.000 er landets næststørste by. Byen, der ligger nordvest for hovedstaden Asmara, var under 2. verdenskrig scene for et slag mellem italienske og britiske tropper.